# Ефект гуртування довкола прапора

Рейтинг схвалення президента США Буша з 2001 по 2006 рік. Сплески схвалення збігаються з нападами 11 вересня, вторгненням в Ірак і захопленням Саддама Хусейна.

Ефект гуртування довкола прапора — це концепція, яка використовується в політичній науці і міжнародних відносинах для пояснення зростання короткострокової підтримки населенням уряду або політичних лідерів країни в періоди міжнародної кризи або війни. Оскільки ефект може зменшити критику урядової політики, його можна розглядати як фактор відволікаючої зовнішньої політики.

## Визначення Мюллера
Політолог Джон Мюллер запропонував ефект у 1970 році у статті під назвою «Президентська популярність від Трумена до Джонсона». Він визначив це як подію з трьома якостями:
1. Міжнародна
2. Залучає безпосередньо Сполучені Штати, зокрема президента
3. Конкретна, драматична та чітко сфокусована

Крім того, Мюллер створив п'ять категорій гуртувань. Сучасні політологи вважають ці категорії датованими, оскільки вони значною мірою спираються на події холодної війни. П'ять категорій Мюллера:
1. Раптова військова інтервенція США (наприклад, Корейська війна, Операція у затоці Свиней)
2. Великі дипломатичні дії (наприклад, Доктрина Трумена)
3. Драматичні технологічні розробки (наприклад, супутникова криза)
4. Саміти США-СРСР на вищому рівні (наприклад, Потсдамська конференція)
5. Основні військові події в поточних війнах (наприклад, Тетський наступ)

## Причини і тривалість
Починаючи з оригінальних теорій Мюллера, виникли дві школи думки, які пояснюють причини ефекту. Перша, «Школа думки патріотизму», стверджує, що в часи кризи американська громадськість бачить у Президенті втілення національної єдності. Друга, «Школа лідерської думки» вважає, що ефект виникає через брак критики з боку членів опозиційної партії, найчастіше в Конгресі Сполучених Штатів. Якщо члени опозиційної партії підтримують президента, ЗМІ не мають конфлікту, про який повідомляти, тому громадськості здається, що з роботою президента все добре. Обидві теорії розкритикували, але загальновизнано, що школа думки патріотизму краще пояснює причини мітингів, тоді як школа лідерської думки краще пояснює тривалість ефекту. Вважається також, що чим нижчий був рейтинг схвалення президента до кризи, тим більшим буде збільшення у відсоткових пунктах, оскільки це залишає у президента більше можливостей для вдосконалення. Наприклад, Франклін Делано Рузвельт мав лише 12 % збільшення схвалення з 72 % до 84 % після Атаки на Перл-Гарбор, тоді як Джордж Вокер Буш мав збільшення на 39 % з 51 % до 90 % після атаки 11 вересня.
Вважається, що інша теорія про причину ефекту закладена в Конституції США. На відміну від інших країн, конституція визначає президента як главу уряду, так і главу держави. Завдяки цьому президент отримує тимчасовий приріст популярності, оскільки його роль глави держави надає йому символічне значення для американського народу. Проте з часом виконання його обов'язків як глави уряду вимагає прийняття партійних рішень, які поляризують опозиційні партії та зменшують популярність. Ця теорія більше відповідає Школі лідерської думки.
Через високий статистичний характер президентських опитувань політолог з Університету Алабами Джон О'Ніл підійшов до вивчення ефекту гуртування навколо прапора з використанням математики. О'Ніл постулював, що Школа лідерської думки є точнішою з двох, використовуючи математичні рівняння. Ці рівняння засновані на кількісних факторах, таких як кількість заголовків з New York Times про кризу, наявність двопартійної підтримки чи ворожості, а також попередня популярність президента.
Політолог з Університет Каліфорнії в Лос-Анджелесі, Метью А. Баум виявив, що джерелом ефекту є незалежні та члени опозиційної партії, які передають свою підтримку Президенту після ефекту гуртування. Баум також виявив, що коли країна більш розділена або в гіршому економічному стані, тоді ефект гуртування більший. Це пов'язано з тим, що більше людей, які виступають проти президента до гуртування, переходять на підтримку його після. Коли країна розділена до гуртування, то після гуртування підтримка Президента потенційно зростає.
У дослідженні політологів Терренса Л. Чепмена та Дена Райтера було виявлено, що ефект в рейтингах схвалення президента були більшими, коли Рада Безпеки ООН підтримувала мілітаризовані міждержавні суперечки. Було встановлено, що підтримка Ради Безпеки ООН збільшує ефект гуртування при президентському схваленні на 8-9 пунктів у порівнянні з тим, коли не було підтримки Ради Безпеки ООН.
Згідно з дослідженням десяти країн у 2019 році в період 1990—2014 років, є докази ефекту гуртування навколо прапора на ранній стадії втручання з військовими втратами (принаймні протягом першого року), але виборці починають карати правлячі партії через 4,5 роки. Дослідження 2021 року виявило слабкі ефекти для ефекту гуртування навколо прапора.

## Історичні приклади

### У США
Цей ефект досліджувався в контексті майже кожної великої зовнішньополітичної кризи після Другої світової війни. Деякі яскраві приклади:
- Карибська криза: за даними опитування інституту Геллапа, рейтинг схвалення президента Джона Кеннеді на початку жовтня 1962 року становив 61 %. До листопада, після того, як криза минула, схвалення Кеннеді зросло до 74 %. Сплеск схвалення досяг свого піку в грудні 1962 року і склав 76 %. Рейтинг схвалення Кеннеді знову повільно знижувався, поки не досяг докризового рівня в 61 % у червні 1963 року.[3][10]
- Захоплення американських заручників у Тегерані: Згідно з опитуваннями Інституту Геллапа, президент Джиммі Картер швидко набрав 26 відсоткових пунктів, його схвалення підскочило з 32 до 58 % після початку захоплення Посольства США в Тегерані[en] у листопаді 1979 року. Проте, врегулювання Картером кризи спричинило зниження підтримки населення, і до листопада 1980 року Картер повернувся до свого докризового рейтингу схвалення.[11]
- Операція "Буря в пустелі (Війна в Перській затоці): Згідно з опитуваннями Інституту Геллапа, у січні 1991 року президент Джордж Герберт Буш отримав 59 % схвалення, але після успіху операції у лютому 1991 року у «Бурі в пустелі» Буш мав максимальний рейтинг схвалення — 89 %. Після цього рейтинг схвалення Буша повільно знижувався, досягнувши докризового рівня в 61 % у жовтні 1991 року.[3][12]
- Після нападів 11 вересня у 2001 році президент Джордж Вокер Буш отримав безпрецедентне підвищення свого рейтингу схвалення. 10 вересня рейтинг Буша згідно з опитуванням Інституту Геллапа склав 51 %. До 15 вересня його рівень схвалення зріс на 34 відсоткові пункти до 85 %. Всього через тиждень Буш досяг 90 %, що є найвищим рейтингом схвалення президента в історії. Понад рік після терактів Буш все ще отримав більше схвалення, ніж до 11 вересня (68 % у листопаді 2002 року). Як розмір, так і тривалість популярності Буша після 11 вересня вважаються найбільшими з усіх посткризових підйомів. Багато людей вважають, що ця популярність дала Бушу мандат і, зрештою, політичний важіль для початку війни в Іраку.[3][13]
- Смерть Усами бін Ладена: Згідно з опитуваннями Інституту Геллапа, президент Барак Обама отримав 6 % стрибок у своєму рейтингу схвалення, який підскочив з 46 % за три дні до місії (29 квітня — травень 1) до 52 % за 3 дні після місії (2–4 травня).[14] Ефект гуртування тривав недовго, оскільки до 30 червня рейтинг схвалення Обами знову знизився до 46 %.

### У Російській Федерації
- Анексія Криму (2014): до кінця 2013 року рівень популярності Путіна впав до рекордно низького рівня в 61%. У березні 2014 року, відразу після того, як Путін оголосив, що Крим «повторно приєднався до Росії», популярність Путіна різко зросла, досягаючи 80%. Населення країни підтримувало російську політику: за даними незалежного Левада-центру, близько 90% респондентів сказали, що пишаються і раді факту приєднання. Протягом наступних кількох місяців росіяни поступово знайомились з новими санкціями, введеними США та ЄС, несподіваними заборонами на імпорт із Росії. І все ж у серпні 2014 року близько 86% росіян заявили, що схвалюють дії президента – вражаюча кількість навіть для Путіна. [15] Підтримка зросла як серед колишніх ліберальних виборців (які раніше голосували за Михайла Прохорова), так і серед прихильників комуністів (які раніше голосували за Зюганова).[16]

## Під час пандемії

Популярність чинного голови Консервативної партії зросла протягом кількох тижнів після спалаху COVID-19 у Сполученому Королівстві.

Спалах пандемії COVID-19 у 2020 році ненадовго привів до сплеску популярності кількох світових лідерів. Під час спалаху на початку 2020 року рейтинг схвалення президента Дональда Трампа дещо зріс. Крім Трампа, інші глави урядів Європи також здобули популярність. Президент Франції Еммануель Макрон, прем'єр-міністр Італії Джузеппе Конте, прем'єр-міністр Нідерландів Марк Рютте і прем'єр-міністр Великобританії Борис Джонсон стали «дуже популярними» протягом тижнів після пандемії, яка вразила їх нації. Зокрема, Джонсон, який «сам серйозно захворів» на COVID-19, привів свій уряд до «найпопулярнішого за останні десятиліття». Було невідомо, як довго триватиме їхнє збільшення в опитуваннях, але колишній генеральний секретар НАТО Джордж Робертсон висловив думку: «Люди об'єднуються, але це швидко випаровується».

## Суперечки та побоювання щодо неправильного використання
Є побоювання, що президент зловживає ефектом гурутування навколо прапора. Ці побоювання походять від "теорії відволікаючої війни" , в якій президент створює міжнародну кризу, щоб відволікти від внутрішніх справ і підвищити свої рейтинги за допомогою ефекту гуртування навколо прапора. Страх, пов'язаний з цією теорією, полягає в тому, що президент може створити міжнародні кризи, щоб уникнути вирішення серйозних внутрішніх проблем або підвищити свій рейтинг схвалення, коли він починає падати.

## У масовій культурі
Хвіст крутить собакою — це фільм, випущений випадково за місяць до скандал скандалу Клінтона-Левінські, дуже схожий на події роману. Щоб відвернути увагу від сексуального скандалу, американський президент фабрикує війну в терористичній Албанії (можна відзначити, що Албанія є мусульманською, але не визначально країною). Через два роки фільм також був перероблений.